# Tu (ethnie)
Pour les articles homonymes, voir TU.
Les Tu (chinois : 土族 ; pinyin : tǔ zú) constituent l'un des 56 groupes ethniques officiellement identifiés par la république populaire de Chine. La plupart d'entre eux vivent dans le district autonome de Huzhu dans l’est de la province de Qinghai, certains dans la province de Gansu. Ils étaient environ 241 198 dans toute la Chine, au recensement de 2000.
Les Tu sont également nommés en chinois « Mongu'er » 蒙古尔, Měnggǔěr (dérivé de Mongol), également écrit « Monguor », « Mongor » ou Mongour), ou comme Mongols blancs (mongol : ᠴᠠᠭᠠᠨ
ᠮᠣᠩᠭᠣᠯ, VPMC : Tsagaan monggol, cyrillique : Цагаан Монгол, MNS : tsagaan mongol, littéralement, Mongols blancs). Ils parlent une langue mongole et sont catégorisés en tant que minorité distincte en république populaire de Chine, du fait de leur double culture tibétaine et mongole.

## Langue
La langue des Tu, le monguor, appartient au sous-groupe shirongol de la branche mongole de la famille des langues altaïques. Le vocabulaire de base est très proche de celui de la langue mongole, mais le langage est plus proche de celui parlé par les minorités dongxiang et bonan. Ce n'est pas une langue écrite. Il existe cependant des transcriptions en pinyin de cette langue, comme « Mangghuerla bihuang keli ».
Il n'y a pas de littérature en langue monguor, et l'apprentissage à l'école se fait en mandarin, bien que certains rapportent que des enseignants parlent en monguor durant les trois premières années. Ils ont le niveau d'éducation le plus élevé au niveau local avec en 1985, 91 % des enfants en âge d'aller à l'école élémentaire à Minhe, bien qu'à cette époque, la région fût très pauvre.

## Religion

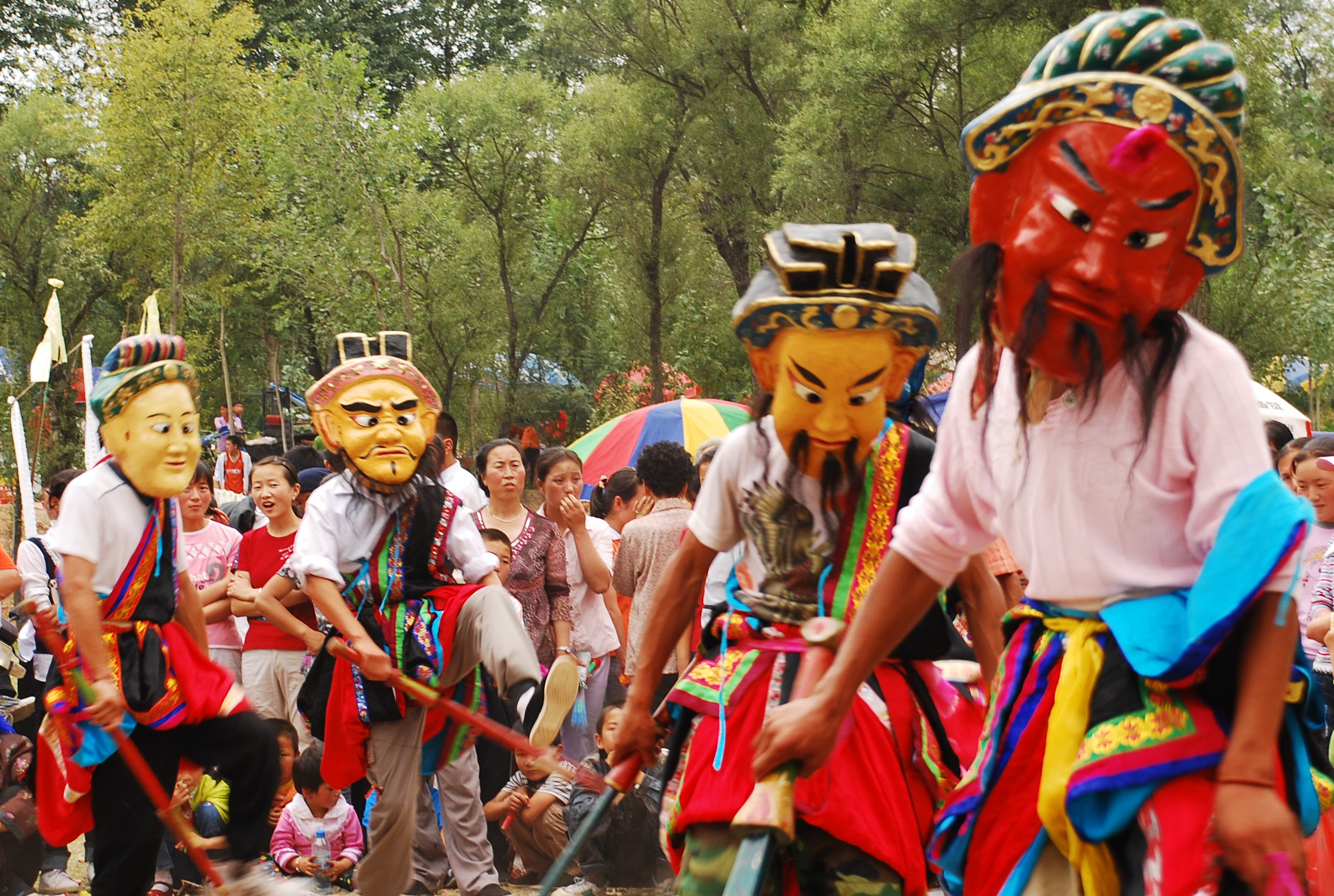
célébration de Nadun

La religion des Tu est un mélange harmonieux de bouddhisme tibétain, de taoïsme, et de chamanisme. Dans de nombreux villages Tu coexistent un temple bouddhiste et un sanctuaire. Alors que les moines bouddhistes sont présents ordinairement dans la plupart des villages, les prêtres et les chamans taoïstes sont très rares et officient sur l'ensemble de la région. Le chaman officie principalement comme médium par transe pendant la célébration de Nadun.

## Histoire
Il existe plusieurs théories sur l'origine des Tu. Eux-mêmes se donnaient, vers la fin des années 1980, 800 ans de présence sur leur territoire. Li Keyu donne trois origines possibles,.
- La population de Tuyuhun (329 – 663), qui vivait dans cette région et parlait, semble-t-il une langue altaïque, mais cela parait peu probable car leurs histoires ne parle pas de cette population[7],[6].
- Les Mongols, cela parait le plus probable étant donné que leur propre appellation est proche de celle des Mongols. Différentes légendes parlent d'origines différentes ; Husijing (胡斯井), Baiya (白崖, Comté de Huzhu), Alashan (阿拉山, Mongolie-Intérieure), ou encore au Nord de l'actuel territoire Monguor de la province du Gansu[8],[6].
- Les Turcs Shato, un possible groupe des Tatars, fréquemment mentionné dans les documents de cette région[9],[6].

Les Tus descendraient des Xianbei, des proto-mongols, auxquels appartenait également Murong Tuyuhun, fondateur de Tuyuhun. Les légendes populaires parmi les Tu du xian autonome tu de Huzhu (ville-préfecture de Haidong, province du Qinghai) racontent que leurs ancêtres étaient des soldats mongols sous les ordres d’un général de Gengis Khan du nom de Gerilite (ou Geretai). Ils se marièrent avec les Houers, population indigène de ce qui est maintenant le district de Huzhu. « Houer » désignait en langue tibétaine les bergers nomades qui vivaient, selon les sources, dans le nord du Tibet, ou au Nord du fleuve jaune. Ce terme est en tout cas utilisé aujourd'hui pour désigner les Tu.
Les archives chinoises disent aussi que des troupes mongoles firent leur apparition à Xining (capitale actuelle de la province du Qinghai) sous la dynastie Yuan.
Lorsque les dirigeants de la dynastie Yuan furent renversés par la rébellion populaire, les Monguor vivaient déjà à Xining et se soumirent au pouvoir de la dynastie Ming. Leurs officiers locaux furent alors nommés tusi par les Ming. Les écrits du clan monguor Lu commencent en 1368, avec l'arrivée des Ming, et se terminent en 1850 avec le décès du 15e ancêtre du clan,.

### Tusi
La dynastie Ming a mis en place un système de tusi (土司制度 parfois appelé cheftaine), un système féodal créé sous la dynastie Yuan, où un chef de la minorité locale est chargé de gouverner cette minorité. Ces cheftaines se transmettent ce titre de façon héréditaire. Pour M. Dévéria, à la fin du XIXe siècle (dynastie Qing), les Tu se transmettent leurs titres d'administrateurs de façon héréditaire. Ils auraient fait campagne contre des barbares méridionaux et les territoires leur auraient été cédés en retour. Ce système a été aboli chez les Tu sous la république de Chine (1912-1949), le 9 août 1931.
Chez les Tu du Qinghai, il y avait plus de 18 très petits tusi, dirigeants chacun 100 foyers, sous la dynastie Qing. En 1655, l'empereur Qing Shunzhi confère le titre de tusi de Dongli (东李土司) à Li Hualong (李化龙), qui sera le premier de la famille Li ; Dongqi tusi (东祁土司), Xiqi tusi (西祁土司), Dongli tusi (东李土司), Xili tusi (西李土司), Ji tusi (吉土司), Na tusi (纳土司), Chen tusi (陈土司), Zhao tusi (赵土司), Xin tusi (辛土司), A tusi (阿土司), Ye tusi (冶土司), Gan tusi (甘土司), Zhu tusi (朱土司), La tusi (喇土司), Wang tusi (汪土司), Xiaoli tusi (小李土司).

## Personnalités
- Sumpa-khenpo Yeshé-Paljor (Sumpa-khenpo)
- Tenzin Gyatso (14e dalai-lama) (selon le linguiste Nathan Hill)[17].